# Савицкий, Ипполит Викторович
Ипполи́т Ви́кторович Сави́цкий (1863—1941) — генерал-лейтенант Русской армии, участник Белого движения в России во время Гражданской войны в России. Командующий Туркестанской армией.

## Биография
Ипполит Викторович Савицкий окончил в Воронеже Михайловскую военную гимназию (Воронежский Великого князя Михаила Павловича кадетский корпус) (1881), затем 2-е военное Константиновское училище. После окончания военного училища начал службу в 49-м пехотном Брестском полку.
В 1891 году окончил Николаевскую академию Генерального штаба. После академии продолжил службу по Генеральному штабу в Киевском военном округе.
С 1902 года И. В. Савицкий в звании полковника продолжил службу на должности штаб-офицера при управлении 5-й Туркестанской стрелковой бригады.
В 1906 году он стал командиром 111-го Донского пехотного полка. 30 мая 1910 года И. В. Савицкий получил звание генерал-майора и стал начальником штаба 2-го Туркестанского корпуса.

### Участие в Первой мировой войне
В сентябре 1914 года в должности начальника штаба 2-го Туркестанского корпуса прибыл в составе корпуса на Кавказский фронт. С октября 1915 года командир 66-й пехотной дивизии. В апреле 1917 года Савицкому было присвоено звание генерал-лейтенанта, и он стал Георгиевским кавалером. В 1917 году он стал командовать 2-м Туркестанским корпусом

### Участие в Гражданской войне
В период демобилизации русской армии в октябре — ноябре 1917 года И. В. Савицкий вместе с частями 2-го Туркестанского корпуса вернулся в Туркестан.
И. В. Савицкий был активным участником Ашхабадского восстания летом 1918 года, был членом Комитета общественного спасения — в этом качестве осенью 1918 года прибыл в штаб Добровольческой армии для доклада «о нуждах Закаспийской области».
В марте 1919 года приказом генерала Деникина Савицкий был назначен командующим Туркестанской армии.
В начале мая 1919 года генерал Савицкий прибыл в Ашхабад. Вместе с ним с Северного Кавказа прибыл отряд, состоящий, в основном, из бывших войск генерала Бичерахова.
После поражения войск Туркестанской армии 21 мая 1919 года у Мерва и 19 июня 1919 года у Кахки И. В. Савицкий был временно отстранён от командования армией.
В конце 1919 года генерал Савицкий прибыл в Таганрог и был зачислен в «резерв чинов» штаба ВСЮР.
В феврале 1920 года уехал в эмиграцию. И. П. Савицкий после отъезда из России проживал в Болгарии и в 1922 году состоял в списках офицеров Генерального штаба Русской армии. Позже И. В. Савицкий переехал на жительство во Францию, в 1939 году проживал в Мёдоне. Умер И. В. Савицкий во Франции 9 октября 1941 года.

## Награды
- Орден Святого Станислава 3-й степени (1893);
- Орден Святой Анны 3-й степени (1896);
- Орден Святого Станислава 2-й степени (1905);
- Орден Святого Владимира 3-й степени (ВП 06.12.1912);
- Орден Святого Станислава 1-й степени с мечами (ВП 2.03.1915);
- Орден Святой Анны 1-й степени (ВП 6.09.1915)
- мечи к ордену Святого Владимира 3-й степени (ВП 16.02.1916);
- Орден Святого Георгия 4 степени (1917).